# Georg Sauer (Theologe)
Georg Sauer (* 12. September 1926 in Altenschönbach in Bayern; † 4. August 2012 in Wien) war ein deutscher evangelischer Theologe

## Leben
Er studierte Klassische Philologie und evangelische Theologie in Jena, Erlangen, Marburg an der Lahn und Basel, wo er 1957 bei Walther Eichrodt zum Dr. theol. promoviert wurde. 1961 habilitierte er sich in Erlangen.
Von 1970 bis 1996 lehrte er als ordentlicher Universitätsprofessor an der Universität Wien. In den Studienjahren 1972/73 und 1986/87 bis 1987/88 war er Dekan der Fakultät, 1989/90 Prorektor der Universität Wien.
Seine Forschungsschwerpunkte waren alttestamentliche Weisheitsliteratur, Psalmen und Sprache und Religion Ugarits.

## Schriften (Auswahl)
- Die strafende Vergeltung Gottes in den Psalmen. Eine frömmigkeitsgeschichtliche Untersuchung. 1961. (Diss. theol. Basel 1957), OCLC 917698968.
- Die Sprüche Agurs. Untersuchungen zur Herkunft, Verbreitung und Bedeutung einer biblischen Stilform unter besonderer Berücksichtigung von Proverbia c. 30. 1963, OCLC 2129294.
- Jesus Sirach (Ben Sira). 1981, ISBN 3-579-03935-0.
- mit Ferdinand Dexinger und Josef Oesch (Hrsg.): Jordanien. Auf den Spuren alter Kulturen. 1985, ISBN 3-7022-1565-4.
- mit Wilhelm Pratscher (Hrsg.): Die Kirche als historische und eschatologische Größe. Festschrift für Kurt Niederwimmer zum 65. Geburtstag. 1994, ISBN 3-631-46067-8.
- Jesus Sirach. Ben Sira. 2000, ISBN 3-525-51401-8.
- Studien zu Ben Sira. 2013, ISBN 3-11-030032-X.